# Pałac Medyceuszy
Pałac Medyceuszy (wł. Palazzo Medici-Riccardi) – pałac we Florencji, zbudowany w latach 1444–1462 dla Cosimo de' Medici na podstawie projektu Michelozza. W 1517 zostały dodane okna po obu stronach wejścia, zaprojektowane przez Michała Anioła.
Był domem rodowym Medyceuszy do 1540, kiedy Cosimo I Medici przeniósł się do pałacu Vecchio. Jego skromna fasada, wykończona ciosanym kamieniem, wywarła wpływ na projekty innych, późniejszych, pałaców florenckich.
Wewnątrz udostępniona są dla zwiedzających dwa pomieszczenia:
- kaplica Trzech Króli (wł. Cappella dei Magi), w której znajduje się trzy-częściowy fresk Benozzo Gozzoliego.
- sala di Luca Giordano, nazwana od autora fresków z 1683 roku przedstawiających apoteozę rodu Medyceuszów.

Ponadto wewnątrz pałacu można podziwiać wiele rzeźb w tym Orfeusza Bandinellego.
W budynku mieści się również Biblioteca Riccardiana,założona w XVI wieku, a udostępniona w 1715. W zbiorach znajduje się wiele cennych rękopisów, w tym Boska komedia Dantego.